# Impacto da The Eras Tour

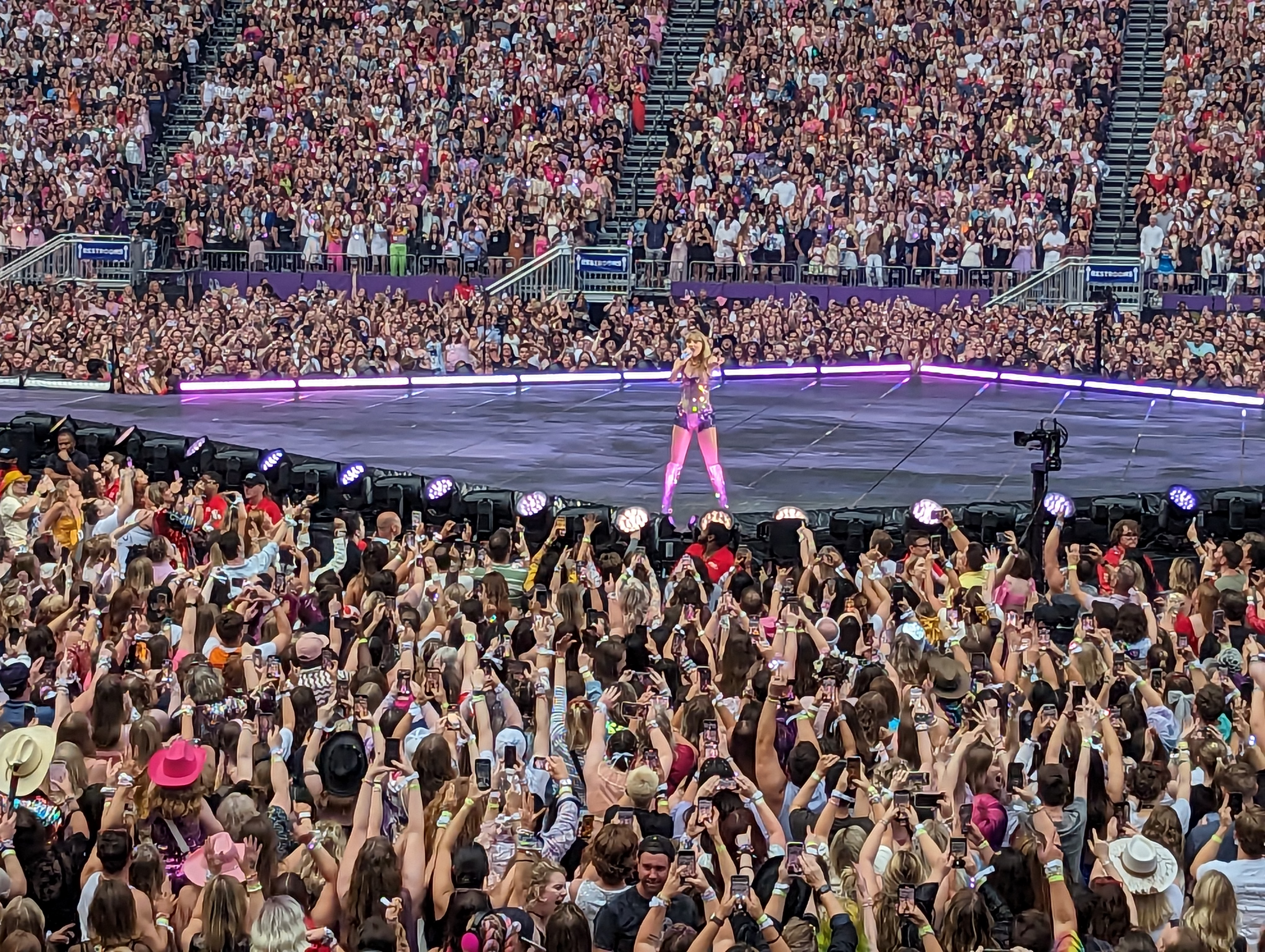
Swift na The Eras Tour em 2023

Publicações e críticos analisaram a influência cultural, econômica e sociopolítica da The Eras Tour, a turnê de 2023–2024 da artista musical estadunidense Taylor Swift, que se tornou a mais lucrativa da história. Impulsionada por uma intensa devoção dos fãs, conhecida como Swiftmania, o impacto da turnê é visto como um reflexo da ampla influência de Swift na cultura popular do século XXI. A revista Pollstar chegou a descrever a turnê como "O Maior Espetáculo da Terra".
A The Eras Tour, sendo a primeira turnê de Swift após os confinamentos da COVID-19, gerou um choque de demanda significativo, impulsionado pelo aumento do interesse do público por entretenimento. A turnê registrou uma demanda sem precedentes na venda de ingressos em todo o mundo, incluindo uma fila virtual de mais de 22 milhões de pessoas para os ingressos de Singapura. Nos Estados Unidos, a primeira venda causou uma controvérsia ao derrubar o sistema de vendas, levando a críticas de legisladores dos dois principais partidos do país, que propuseram a criação de regulamentações de preços e leis contra a revenda abusiva de ingressos nos níveis estadual e federal. O jurista William Kovacic chamou esse fenômeno de "ajuste de política Taylor Swift". O aumento abusivo de preços devido à turnê também foi debatido nas legislaturas nacionais do Brasil, Irlanda e Reino Unido.
Caracterizada por inflação, efeitos multiplicadores e gotejamento, a turnê gerou uma atividade comercial elevada e um impacto econômico notável nas cidades que visitou, impulsionando negócios locais, a indústria hoteleira, vendas de roupas, receitas de transporte público e turismo. A Fortune estimou que o gasto total dos consumidores nos Estados Unidos devido à turnê alcançou US$ 4,6 bilhões. Cidades como Gelsenkirchen, Minneapolis, Pittsburgh, Santa Clara e Estocolmo chegaram a se renomear temporariamente em homenagem a Swift; várias atrações turísticas, como o Center Gai, o Cristo Redentor, a Space Needle, a Marina Bay Sands e a Willis Tower, prestaram tributos e organizaram eventos especiais. Políticos como o primeiro-ministro canadense Justin Trudeau e o presidente chileno Gabriel Boric fizeram apelos para que Swift levasse a turnê a seus países, enquanto autoridades governamentais na Indonésia, Nova Zelândia, Filipinas, Taiwan, Tailândia e alguns estados da Austrália expressaram abertamente sua decepção por a turnê não incluir suas regiões.
Jornalistas consideraram Swift o grande destaque cultural de 2023. A The Eras Tour atraiu multidões de espectadores sem ingresso que acampavam fora dos estádios esgotados, com milhares de pessoas se reunindo em cidades como Filadélfia, Melbourne e Munique. A turnê tornou-se um tópico constante nas notícias, nas redes sociais e na imprensa. Houve registros de atividade sísmica em Edimburgo, Lisboa, Los Angeles e Seattle devido ao público. Nas paradas musicais, a discografia de Swift teve um aumento significativo nas vendas e streams, fazendo dela a primeira artista viva a ter sete álbuns no top 40 da Billboard 200 e a primeira a colocar seis álbuns no top 10 da ARIA Albums Chart. Sua canção de 2019, "Cruel Summer", recebeu reconhecimento novamente, tornando-se um de seus maiores sucessos. O filme da turnê, que se tornou o filme-concerto de maior bilheteira da história, usou uma estratégia de distribuição inovadora ao evitar os grandes estúdios de cinema e fazer parcerias diretas com os cinemas, levando outros filmes a mudarem suas datas de lançamento. A revista Time nomeou Swift como Pessoa do Ano, tornando-a a primeira e única pessoa das artes a receber essa honra.

## Demanda e geopolítica
A cantora e compositora estadunidense Taylor Swift é amplamente reconhecida por seu sucesso e impacto cultural. Suas turnês têm se tornado cada vez mais lucrativas ao longo dos anos. Após uma pausa nas turnês devido à pandemia de COVID-19, Swift anunciou, em novembro de 2022, a sexta turnê de sua carreira, a The Eras Tour. A primeira etapa da turnê nos Estados Unidos foi divulgada com 27 shows em 20 cidades. Em junho de 2023, foram anunciadas as datas para América Latina, Europa, Austrália e Ásia, abrangendo 26 cidades; devido à enorme demanda, Swift aumentou o número de shows em todos os continentes diversas vezes. No final, a The Eras Tour tornou-se a turnê mais abrangente da carreira de Swift, tanto nos EUA quanto globalmente, com 62 shows nos Estados Unidos e 90 shows internacionais, totalizando 152 apresentações.
A turnê evidenciou o impacto geopolítico de Swift. Alguns países que esperavam ser incluídos nas datas da turnê ficaram ausentes dos anúncios feitos por Swift em junho de 2023, gerando decepção e pedidos de fãs e autoridades locais. A Billboard relatou que políticos e líderes governamentais estavam "ansiosos por um vislumbre da The Eras Tour".
Gabriel Boric, o 35.º presidente do Chile, escreveu diretamente a Swift, solicitando que ela levasse a turnê ao país. Membros do Parlamento do Canadá apresentaram uma queixa formal ao Presidente da Câmara dos Comuns, insatisfeitos com a "exclusão" do Canadá da The Eras Tour. Em resposta, o Primeiro-ministro do Canadá, Justin Trudeau, convidou Swift para se apresentar no Canadá; um mês depois, Swift anunciou seis shows em Toronto, seguidos por três shows em Vancouver no final daquele ano.
O prefeito de Budapeste, Gergely Karácsony, enviou uma carta a Swift pedindo que a turnê passasse pela Hungria. O Vice-Presidente da Comissão Europeia, Margaritis Schinas, pediu a Swift que ajudasse a reverter a "historicamente baixa" participação eleitoral nas próximas eleições para o Parlamento Europeu, abordando o tema durante a etapa europeia da The Eras Tour. Em 2024, o Primeiro-Ministro da Suécia, Ulf Kristersson, assistiu a um dos shows da turnê em Estocolmo e destacou o impacto econômico que ela gerou no país. John Swinney, Primeiro-Ministro da Escócia, enviou uma mensagem direta a Swift, afirmando que a Escócia estava "entusiasmada" em receber o show e os Swifties.
Na Austrália, a The Eras Tour incluiu apenas Sydney e Melbourne, com um total de sete shows, o que gerou descontentamento entre políticos e fãs de Swift nos estados australianos excluídos (Queensland, Austrália Meridional e Austrália Ocidental). Eles expressaram sua frustração pelo fato de a turnê não ter passado por suas principais cidades: Brisbane, Adelaide e Perth, respectivamente. A jornalista Antonia O'Flaherty, da ABC News, relatou que Brisbane estava "definitivamente reservada" para receber a turnê no Lang Park, mas foi descartada após as datas finais da turnê na Ásia e Europa deixarem apenas duas semanas disponíveis para a Austrália. O ministro das Finanças da Nova Zelândia, Grant Robertson, embora decepcionado e ciente da popularidade de Swift e do potencial impacto econômico que a turnê traria, declarou que não usaria dinheiro público para fazer campanha pela The Eras Tour no país. Nick Sautner, CEO do Eden Park, em Auckland, admitiu que não podia competir com o financiamento da campanha australiana da turnê. Além disso, o Eden Park tinha apenas uma data disponível para show em 2024 e enfrentava um limite de horário de barulho até as 22h30, sem possibilidade de estender esse horário sem uma nova licença ambiental.
Em Taiwan (República da China), Jaw Shaw-kong, membro do partido de oposição Kuomintang, afirmou durante um debate televisionado, como parte das campanhas eleitorais para as eleições presidenciais e legislativas de 2024, que havia convidado Swift para realizar um show no recém-inaugurado Taipei Dome. Segundo Jaw, Swift inicialmente aceitou, mas depois recusou devido a "riscos geopolíticos" relacionados às tensões nas relações bilaterais entre Taiwan e a República Popular da China. O jornal britânico The Independent destacou que as eleições em Taiwan foram "fortemente visadas pela propaganda da mídia estatal [chinesa] como uma escolha entre guerra e paz", em meio ao aumento das atividades militares chinesas ao redor de Taiwan. O Ministério da Cultura de Taiwan não confirmou nem negou as declarações de Jaw, mas mencionou que vários artistas internacionais já se apresentaram no país. O prefeito de Kaohsiung, Chen Chi-mai, classificou a alegação de Jaw sobre Swift como uma tentativa de manipular os eleitores. Swift não incluiu nem a China nem Taiwan na The Eras Tour, apesar de possuir uma base de fãs considerável em ambos os lugares.
A demanda sem precedentes por ingressos da The Eras Tour foi registrada também em países como Argentina (três milhões de interessados), Austrália (quatro milhões), Canadá (31 milhões), França (um milhão) e Singapura (22 milhões). O clube de futebol espanhol Real Madrid chegou a solicitar à La Liga que remarcasse sua última partida da temporada para acomodar um show adicional da The Eras Tour no Estádio Santiago Bernabéu, seu estádio.

### Exclusividade de Singapura no Sudeste Asiático
A The Eras Tour provocou uma crise diplomática no Sudeste Asiático. Singapura foi o único país da região incluído na turnê, recebendo seis datas, enquanto Tailândia, Indonésia e Filipinas, apesar das grandes expectativas, ficaram de fora. Relatos da mídia mostraram grandes multidões de fãs reunidas em vários shoppings das Filipinas para assistir a recriações da turnê feitas por Taylor Sheesh, uma drag queen filipina e imitadora de Swift. O Quartz informou que o ministro do turismo e economia criativa da Indonésia, Sandiaga Uno, tomou nota da ausência da Indonésia na turnê, apesar de ser a maior economia do Sudeste Asiático, e decidiu simplificar o processo de obtenção de permissões para apresentações internacionais. Acadêmicos e críticos na Indonésia também concordaram que o governo indonésio deveria revisar suas políticas para atrair eventos musicais de grande porte, como a The Eras Tour.
Em fevereiro de 2024, o Bangkok Post noticiou que Srettha Thavisin, primeiro-ministro da Tailândia desde 2023, expressou sua decepção com o fato de Singapura ser o único país membro da ASEAN a receber a The Eras Tour. Ele afirmou que o governo de Singapura ofereceu subsídios de US$ 2 a 3 milhões por show em troca da exclusividade. Enfatizando o apelo global de Swift, Thavisin declarou que os fãs tailandeses de Swift estavam "ansiosos para vivenciar a magia musical da cantora ao vivo". Pita Limjaroenrat, líder do Partido Move Forward, já havia solicitado anteriormente que Swift levasse a The Eras Tour para a Tailândia, ressaltando que o país se tornou uma democracia nos anos seguintes ao golpe de Estado de 2014, que havia levado ao cancelamento de seu show em Banguecoque durante a The Red Tour.
Joey Salceda, membro da Câmara dos Representantes das Filipinas, criticou Singapura pelo acordo de exclusividade, acusando o país de não ser um "bom vizinho" e de ignorar os princípios de solidariedade que fundamentam a ASEAN. Salceda exigiu que o Departamento de Relações Exteriores das Filipinas solicitasse uma explicação formal à embaixada de Singapura sobre o acordo. Sandiaga Uno, também manifestou sua insatisfação, afirmando que "a Indonésia estava ansiosa para replicar o sucesso da 'Swiftonomics', que trouxe enormes benefícios à indústria do turismo em Singapura e na Austrália."
Em resposta, o Conselho de Turismo de Singapura (STB) emitiu uma declaração confirmando que concedeu um "subsídio" para garantir a realização da turnê no país, e que o Ministério da Cultura, Comunidade e Juventude trabalhou em colaboração com a promotora da turnê, a Anschutz Entertainment Group (AEG). O ministro Edwin Tong se recusou a divulgar os valores exatos, mas enfatizou que o montante total do subsídio não é tão elevado quanto se especula. O diplomata singapurense Bilahari Kausikan defendeu a rapidez de Singapura em assegurar o acordo, argumentando que, como uma pequena cidade-estado, Singapura não pode se dar ao luxo de ser "ineficiente" como seus vizinhos devido à intensa competição. Ele questionou: "Devemos nos conter só porque alguns de nossos vizinhos são lentos?". Kausikan elogiou o STB por sua eficiência em garantir o acordo com Swift. Hariz Baharudin, do The Straits Times, destacou que Singapura conseguiu atrair Swift ao oferecer conectividade, infraestrutura e segurança superiores às de outros países do Sudeste Asiático.
Em 5 de março de 2024, Lee Hsien Loong, primeiro-ministro de Singapura desde 2004, foi questionado sobre o assunto durante uma coletiva de imprensa da ASEAN com o primeiro-ministro australiano Anthony Albanese. Lee confirmou que o subsídio incluía termos de exclusividade, mas garantiu que não se tratava de um ato hostil em relação aos outros países do Sudeste Asiático. A correspondente do The Straits Times, Anjali Raguraman, relatou que a equipe de Edwin Tong, que também incluía representantes do Sport Singapore e da administração do Singapore Sports Hub, viajou para Los Angeles para negociar com o agente de Swift antes de qualquer data internacional da turnê ser confirmada. Durante essas negociações, eles solicitaram que Singapura fosse "o anfitrião no final de qualquer segmento da turnê", facilitando a adição de mais datas em caso de alta demanda. Como resultado, a The Eras Tour em Singapura foi estendida por uma semana adicional, totalizando seis shows, após os primeiros três terem se esgotado rapidamente.
Membros do Partido Unido dos Indígenas da Malásia, incluindo o vice-presidente Ahmad Faizal Azumu, exigiram que o governo da Malásia explicasse sua "falha em garantir" a The Eras Tour. O assunto foi elevado ao Parlamento da Malásia em março de 2024; o deputado Chong Zhemin, de Kampar, questionou o governo sobre alegações de que a Malásia "não aproveitou a oportunidade" de sediar a turnê após rumores de que o país iria recebê-la. O vice-ministro da Juventude e Esportes, Adam Adli, respondeu que Swift nunca ofereceu realizar uma turnê na Malásia sob o contrato conjunto do governo com a empresa de consultoria esportiva Sportswork e o promotor de eventos/locais ASM Global; a Sportswork confirmou que a The Eras Tour nunca esteve incluída no acordo com a ASM. No entanto, o deputado Chong Chieng Jen, de Stampin, acusou o Partido Islâmico da Malásia de afastar músicos internacionais, como Swift, devido à sua censura islâmica aos artistas estrangeiros.

### Regulamentação de preços nas Américas e na Europa
Nos Estados Unidos, a venda antecipada de ingressos para a The Eras Tour pela Ticketmaster em 15 de novembro de 2022 gerou uma controvérsia amplamente divulgada devido à sua má execução. Antes da pré-venda, a Ticketmaster registrou um número recorde de 3,5 milhões de inscrições. A CNN Business destacou que a demanda "astronômica" refletia a enorme popularidade de Swift. No dia da pré-venda, o site da Ticketmaster entrou em colapso e travou devido a uma demanda "sem precedentes na história". Greg Maffei, presidente da Live Nation Entertainment, revelou que a Ticketmaster havia se preparado para receber 1,5 milhão de fãs verificados, mas foi surpreendida por 14 milhões de acessos. Devido à incapacidade de atender à demanda, a Ticketmaster cancelou a venda de ingressos marcada para 18 de novembro. Os fãs de Swift, indignados com o fiasco, acusaram a Ticketmaster de engano e péssimo atendimento ao cliente. O incidente rapidamente se tornou alvo de críticas públicas e de escrutínio político, com grupos de defesa do consumidor criticando a Ticketmaster por seus sistemas supostamente falhos e incompetentes. Legisladores dos EUA, incluindo procuradores-gerais e membros do Congresso, passaram a investigar a situação, que levou a múltiplas audiências no Congresso. Além disso, o Departamento de Justiça dos EUA abriu uma investigação antitruste contra a Live Nation Entertainment e a Ticketmaster.

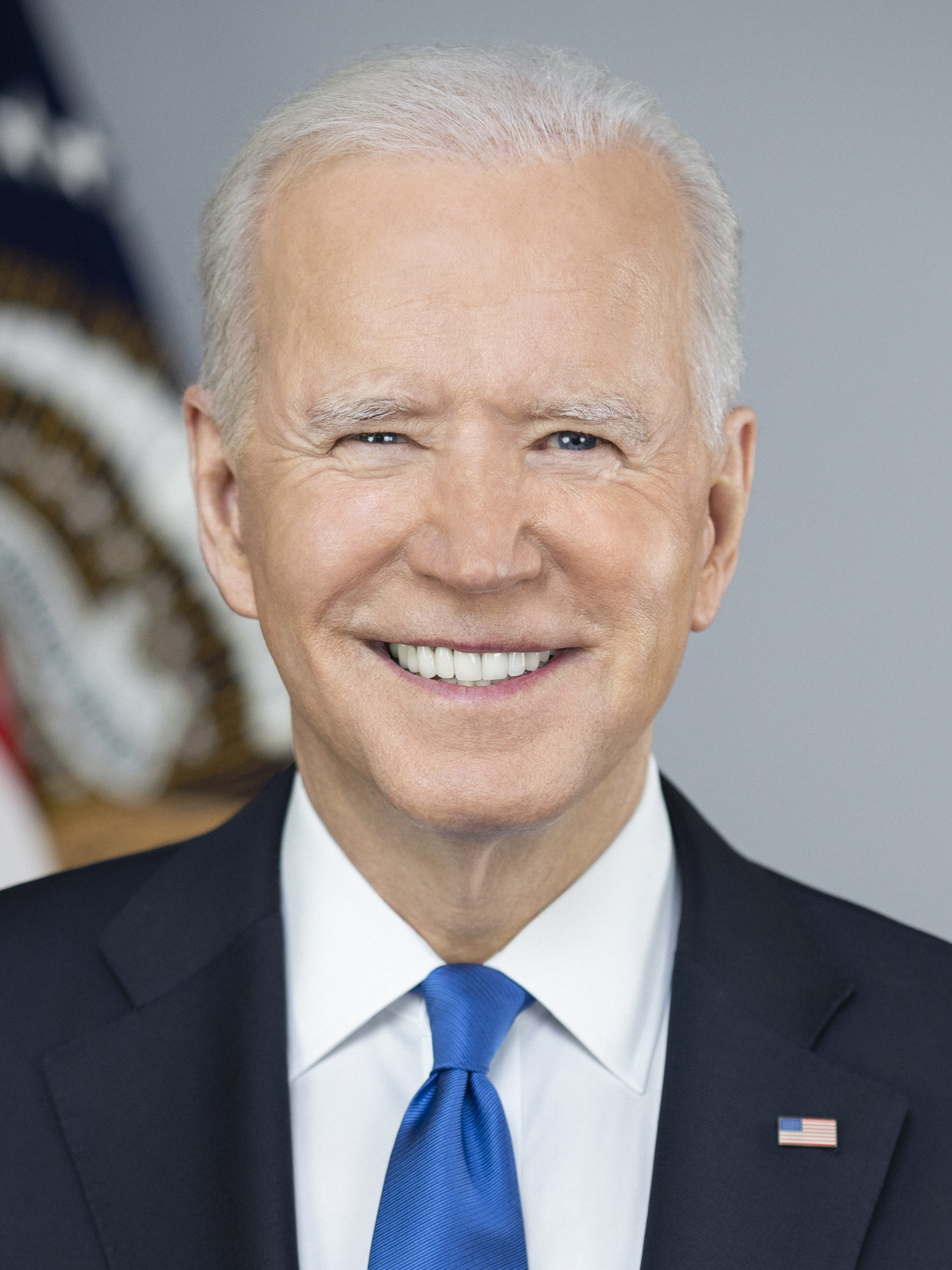
O presidente dos Estados Unidos, Joe Biden, pressionou as plataformas de venda de ingressos a eliminar taxas ocultas dos preços após o fiasco da venda de ingressos da The Eras Tour.

Publicações na mídia consideraram a controvérsia um reflexo do poder de influência de Swift, sugerindo que o episódio poderia trazer benefícios para a indústria da música ao fomentar discussões sobre desigualdade econômica e leis antitruste nos EUA. Motivados pelo fiasco, vários membros do Congresso dos EUA e legislaturas estaduais propuseram e aprovaram uma série de leis para banir bots de revenda de ingressos e regular os modelos de preços. Em resposta à controvérsia, a Comissão Federal de Comércio dos EUA (FTC) propôs a proibição de taxas ocultas no país, enquanto o Conselho Econômico Nacional, liderado pelo presidente Joe Biden, pressionou as plataformas a eliminarem essas taxas em todos os setores, desde ingressos para eventos até reservas de resorts e custos de aluguel. O jurista norte-americano William Kovacic chamou essa iniciativa de "ajuste de políticas Taylor Swift". Carolyn Sloane, professora assistente de economia na Universidade da Califórnia, Riverside, observou que o fiasco da turnê gerou uma mobilização política em massa, pois Swift "ampliou seu talento através da tecnologia demográfica". Após a censura bipartidária à Ticketmaster em uma audiência no Senado dos EUA, a Billboard destacou que a empresa se tornou alvo do desprezo público, tornando-se "um alvo fácil para uma ação política bipartidária rara". O The Washington Post afirmou que o fiasco da turnê "foi tão grave que uniu os partidos", enquanto a CNN, em um artigo intitulado "One Nation, Under Swift", observou que os fãs de Swift uniram os dois partidos de uma forma que "os Pais Fundadores jamais imaginaram".
As dificuldades na venda de ingressos para a turnê  também atraíram atenção política internacional. A Forbes relatou uma revenda massiva de ingressos no Reino Unido, com relistagens imediatas em sites como StubHub e Viagogo a preços exorbitantes. Em resposta, a Viagogo afirmou: "A etapa europeia da The Eras Tour de Taylor Swift foi muito aguardada. Não vemos algo assim desde os Beatles, e com os ingressos recém-colocados à venda, a demanda está no auge". A Reuters destacou que os preços de revenda dos ingressos da Eras Tour estavam US$1.000 acima dos de outras turnês. Kevin Brennan, membro do Parlamento por Cardiff, pediu um debate na Câmara dos Comuns do Reino Unido sobre os cambistas e as estratégias do governo para enfrentá-los. Na Irlanda, o político Thomas Pringle criticou no Dáil Éireann, a câmara baixa do Parlamento irlandês, a "exploração desenfreada de preços" em Dublin durante a passagem da turnê pela cidade, chamando-a de uma "demonstração vergonhosa de ganância" por parte dos hotéis locais. William Watson, em artigo para o Financial Post, sugeriu que legisladores do Partido Liberal do Canadá, incluindo o primeiro-ministro Trudeau, poderiam tentar "nacionalizar" a distribuição dos ingressos da turnê no Canadá como uma estratégia para conquistar os fãs de Swift nas próximas eleições. No Brasil, mais de 10 cambistas foram presos por tentar revender ingressos, originalmente precificados em cerca de R$6 mil, por valores muito superiores. Simone Marquetto, deputada federal por São Paulo, propôs aumentar a pena máxima de prisão por cambismo de um para quatro anos, além de aplicar multas de até 100 vezes o valor cobrado pelos cambistas.

## Economia e comércio
A The Eras Tour impulsionou o comércio e as economias de diversas cidades e regiões. De acordo com a Billboard, "a chegada da The Eras Tour em uma nova cidade a cada fim de semana trouxe não apenas uma enxurrada de hype, atenção da mídia e quase súplicas das cidades anfitriãs, mas também negócios suficientes para proporcionar um impulso notável às economias locais". Analistas financeiros apelidaram esse fenômeno de "TSwift Lift" na economia, após a recessão causada pela COVID-19. O The Wall Street Journal cunhou o termo "Taylornomics" para descrever a dinâmica econômica gerada pela The Eras Tour. A economista Mara Klaunig observou que "as pessoas estão dispostas a viajar grandes distâncias para ver [Swift]", tornando a turnê um caso único de estudo econômico. Diversos executivos relataram o impacto positivo da turnê no desempenho de suas empresas.

### Negócio local
O Sistema de Reserva Federal reconheceu Swift por impulsionar a economia dos EUA como um todo. De acordo com a Bloomberg Economics, a The Eras Tour contribuiu com US$ 4,3 bilhões ao PIB dos EUA. Nas áreas urbanas, a turnê fortaleceu a indústria de hospitalidade, incluindo hotéis, negócios locais e receitas de turismo, gerando milhões de dólares. O Robb Report, citando uma análise da Mastercard, reportou um aumento adicional de US$ 100 milhões nas vendas de restaurantes nos EUA em 2023. Diversos restaurantes, bares, parques e outros estabelecimentos organizaram atividades e eventos temáticos inspirados em Swift, além de criar menus especiais. Esses produtos e artigos temáticos esgotaram rapidamente em vários pontos de venda e lojas de varejo. O impacto econômico da The Eras Tour foi comparado a grandes eventos esportivos, como os Jogos Olímpicos, o Super Bowl e a Copa do Mundo FIFA.
No oeste dos EUA, os primeiros shows em Glendale foram mais lucrativos para os negócios locais do que o Super Bowl LVII, realizado apenas um mês antes. A Autoridade de Convenções e Visitantes de Las Vegas atribuiu à turnê o mérito de ter restaurado a economia da cidade aos níveis "pré-pandemia". As duas noites da turnê em Denver foram projetadas para injetar US$ 140 milhões na economia de Colorado. Em Seattle, os hotéis no centro da cidade registraram um recorde de US$ 7,4 milhões em receita, US$ 2 milhões a mais do que o recorde estabelecido pelo All-Star Game da Major League Baseball no início do mesmo mês. Em Santa Clara, as taxas de ocupação hoteleira alcançaram pelo menos 98% semanas antes da chegada da turnê à cidade. As duas noites de shows geraram um impacto econômico estimado em US$ 33,5 milhões para o Condado de Santa Clara, comparável ao impacto de jogos da National Football League.
Um sindicato representando trabalhadores de 60 hotéis nos condados de Los Angeles e Orange estava em greve desde que seus contratos com os hotéis expiraram em 30 de junho de 2023. Uma semana antes dos seis shows da The Eras Tour em Los Angeles, o sindicato protestou em frente ao Hyatt Regency LAX, exibindo cartazes inspirados na estética da turnê e divulgando uma carta aberta a Swift, afirmando que seus shows geram "muito dinheiro" para os hotéis e pedindo que ela adiasse os concertos em solidariedade à greve. Uma dúzia de políticos californianos, incluindo a vice-governadora Eleni Kounalakis, assinou uma petição solicitando que Swift adiasse as apresentações. A turnê em Los Angeles resultou em um aumento de US$ 320 milhões no PIB do condado.
No sul dos EUA, a passagem de três dias da The Eras Tour por Tampa causou um enorme aumento na demanda por quartos de hotel, serviços de estacionamento e lojas de roupas; os shows geraram US$ 730 mil em impostos para a cidade. De acordo com a Houston First Corporation, as três noites no NRG Stadium resultaram na semana de maior receita de hotéis em Houston em 2023. Nashville, Tennessee, registrou US$ 28 milhões em receita hoteleira em apenas duas noites.
Todos os quartos de hotel, reservas de restaurantes e passagens de trem em Boston esgotaram dias antes dos shows da The Eras Tour na cidade próxima de Foxborough, Massachusetts. Segundo o Booking.com, os preços médios dos quartos de hotel em Pittsburgh, Minneapolis e Kansas City aumentaram de três a cinco vezes em antecipação à turnê; a taxa de ocupação hoteleira no Condado de Allegheny, Pensilvânia, chegou a quase 100%, e as plataformas de reservas online chegaram a colapsar devido ao alto tráfego. Na região dos Grandes Lagos, as datas da The Eras Tour em Chicago marcaram a maior ocupação hoteleira da história da cidade, contribuindo para que o estado de Illinois registrasse sua maior receita hoteleira em um ano fiscal. Em Cincinnati, o consumo relacionado à turnê foi estimado em US$ 48 milhões.
Na América Latina, os shows Swift na Cidade do México geraram uma receita estimada de MX$1 bilhão (US$59 milhões) para a cidade. A revista Veja estimou um impacto econômico de R$400 milhões (US$74 milhões) para o Brasil durante a turnê, classificando-o como "tremendo". Na Ásia, Mitsumasa Etou, professor da Tokyo City University, projetou um impacto econômico de até ¥34,1 bilhões (US$229,6 milhões) no Japão, tornando a turnê o "maior evento musical da história do Japão", superando o Fuji Rock Festival. A Bloomberg estimou que os seis shows da turnê em Singapura aumentariam o PIB do país em 0,2 pontos percentuais, o que equivale a aproximadamente US$200 milhões. Em Melbourne, Austrália, a prefeita Sally Capp afirmou que a turnê gerou um valor econômico estimado em A$1,2 bilhão (US$780 milhões) para a cidade. Kerrie Mather, CEO da Venues NSW, destacou que os quatro shows em Sydney deverão contribuir com cerca de A$135,8 milhões (US$88,7 milhões) para a economia do estado.
Cidades em toda a Europa, especialmente aquelas próximas aos locais da The Eras Tour, registraram um aumento acentuado na demanda por hotéis e acomodações de curto prazo. Segundo a CNBC, a turnê proporcionou um impacto estimado de £1 bilhão (US$1,27 bilhão) na economia do Reino Unido. Os quartos de hotel em Edimburgo, Liverpool e Cardiff para as datas de junho de 2024 esgotaram já em agosto de 2023, enquanto mais de 80% dos quartos em Paris e Varsóvia estavam praticamente esgotados meses antes das apresentações. O Evening Standard informou que, segundo dados do Barclays, as pré-vendas para a turnê impulsionaram significativamente o consumo no Reino Unido em julho de 2023. Estima-se que os shows de Swift gerem um impacto econômico de £300 milhões (US$380 milhões) em Londres e de £77 milhões (US$98 milhões) em Edimburgo. Na Irlanda, os gastos relacionados aos shows aumentaram 88%, com o setor hoteleiro registrando um crescimento incomum de 5% na ocupação.
Para Paris, a The Eras Tour foi mais lucrativa do que os Jogos Olímpicos de Verão de 2024 em termos de impacto econômico e turístico. Em Estocolmo, todos os 40 mil quartos de hotel da cidade foram reservados. A agência de turismo local estimou um gasto recorde dos consumidores de €50 milhões (US$53,4 milhões), excluindo os valores gastos em ingressos. Os shows geraram €220 milhões (US$260 milhões) em receita para a cidade, o que representa dez vezes o impacto da Renaissance World Tour de Beyoncé (€21 milhões; US$24,8 milhões) e quase vinte vezes o da The Chromatica Ball de Lady Gaga (€12 milhões; US$14,1 milhões). Em Madrid, previu-se um impacto de €25 milhões (US$29,5 milhões) na economia local, com destaque para o setor de hospitalidade. Viena registrou um aumento de 430% nas reservas de aluguel durante as datas da The Eras Tour.

### Transporte civil
A CNN apelidou Swift de "salvadora do transporte público", destacando que as agências de transporte tiveram um "impulso muito necessário" no pós-pandemia, graças aos fãs que utilizaram metrôs, ônibus e trens para chegar e sair dos locais dos shows da The Eras Tour. O Los Angeles Times relatou que cidades em todo os Estados Unidos observaram um "aumento significativo no número de passageiros" devido aos espectadores da turnê que escolheram o transporte público. Em Atlanta, cerca de 140 mil fãs usaram o transporte coletivo para chegar ao Mercedes-Benz Stadium, triplicando o número habitual de passageiros. Em Chicago, a turnê gerou 43 mil viagens de ônibus e trem, levando ao maior volume semanal de passageiros para o sistema de transporte da cidade desde 2019. Em locais onde a demanda ultrapassou a capacidade, trens especiais foram disponibilizados para os fãs, com serviços estendidos em cidades como Minneapolis, Sacramento, Grande Los Angeles e Cidade do México. As reservas de trem para Madrid vindas de outras cidades da Espanha triplicaram durante o período da The Eras Tour. Na Irlanda e na Escócia, as operadoras Iarnród Éireann e ScotRail disponibilizaram trens adicionais, serviços noturnos e vagões extras para atender os fãs em Dublin e Edimburgo, respectivamente.
As reservas de voos para a Austrália e dentro do país atingiram um pico em torno das datas da The Eras Tour, com destaque para as chegadas da Nova Zelândia e da Coreia do Sul. Em 16 de fevereiro de 2024, data do primeiro show em Melbourne, o Aeroporto de Melbourne registrou o dia mais movimentado desde a pandemia de COVID-19, tanto em número de passageiros quanto em decolagens e pousos.
Diversas companhias aéreas ao redor do mundo implementaram arranjos especiais para atender os fãs na The Eras Tour. A companhia aérea australiana Qantas adicionou 64 voos extras entre Sydney e Melbourne, além de Auckland, Brisbane e Perth. A Air New Zealand registrou o que chamou de "surto Swift"—um aumento repentino nas reservas de voos para a Austrália, onde Swift se apresentaria em fevereiro de 2023, levando a companhia a adicionar 14 voos adicionais de Auckland, Wellington e Christchurch para Sydney e Melbourne. A Philippine Airlines promoveu voos de Manila para Tóquio, Sydney, Melbourne e Singapura para facilitar a viagem dos fãs. Quando Swift adiou seu segundo show em Buenos Aires por dois dias devido ao mau tempo, as companhias aéreas sul-americanas LATAM Airlines, Sky Airline e JetSmart Argentina permitiram que os fãs remarcassem seus voos sem custos adicionais, um movimento que executivos do setor descreveram como "altamente incomum". A LATAM continuou sua política de flexibilidade, isentando todas as taxas ou diferenças tarifárias para os passageiros que precisavam remarcar voos de retorno do Rio de Janeiro, após o adiamento do segundo show de 18 para 20 de novembro devido ao calor extremo e à morte de uma fã. As companhias Gol Linhas Aéreas e Azul Linhas Aéreas Brasileiras seguiram essa mesma abordagem. Após a tentativa de atentado terrorista em Viena em 2024, que levou ao cancelamento dos três shows de Swift na cidade, a Austrian Airlines anunciou que faria uma exceção à sua política de reembolso usual, permitindo que os fãs afetados recebessem reembolsos.
As principais companhias aéreas de Singapura, a Singapore Airlines e a Scoot, registraram um aumento significativo na demanda por voos para o país em março de 2024, especialmente de passageiros vindos do Sudeste Asiático e da China. A Jetstar Asia relatou um crescimento de 20% nas rotas conectando destinos como Banguecoque, Manila e Jacarta a Singapura. Segundo a macroeconomista Erica Tay, mais de 70% dos espectadores da turnê em Singapura são turistas internacionais. As reservas de voos de e para Singapura na plataforma Traveloka aumentaram seis vezes durante as datas da The Eras Tour. A United Airlines observou um fenômeno semelhante nas reservas de passagens durante o verão europeu. Carl Bergqvist, economista-chefe da Câmara de Comércio de Estocolmo, relatou que companhias aéreas adicionaram voos extras da Dinamarca, Finlândia e Noruega para atender à demanda dos fãs que viajavam para os shows em Estocolmo.

### Teoria e princípio
O impacto econômico da The Eras Tour, incluindo a influência geral de Swift, foi apelidado de "Swiftonomics" por economistas e jornalistas. O termo foi criado pela analista econômica Augusta Saraiva, que observou que as vendas recordes de ingressos representaram um "choque de demanda pós-COVID" nos EUA, com consumidores priorizando entretenimento em vez de se prepararem para uma possível recessão. A acadêmica Melissa Kearney destacou que a pandemia de COVID-19 moldou a forma como as pessoas valorizam "o que é realmente importante e o que traz felicidade". O Los Angeles Times descreveu Swiftonomics como uma teoria microeconômica que explica a oferta e a demanda relacionadas a Swift, bem como seu impacto político após a pandemia. Jerome Powell, Presidente da Reserva Federal, expressou que é positivo ver a The Eras Tour contribuindo para a economia americana, mas alertou que um crescimento robusto poderia levar a uma inflação mais alta, exigindo uma resposta adequada da política monetária. "Vamos acompanhar isso de perto e ver como evolui ao longo do tempo", afirmou. De acordo com a CNBC, o Swiftonomics impactou todas as cidades dos EUA.
O choque de demanda também foi notado na Argentina e na Austrália. Economistas que observaram a inflação no Sudeste Asiático chamaram o fenômeno de "Swiftflation". O professor de marketing Seshan Ramaswami destacou que a The Eras Tour é um passo importante em um movimento para expandir o alcance demográfico do turismo cultural de Singapura, atraindo "jovens fãs de música... de toda a Ásia e possivelmente até do Oriente Médio". Após a parceria da turnê com o United Overseas Bank para a venda de ingressos premium em Singapura, o banco registrou uma receita recorde de S$104 milhões (US$76 milhões) em taxas de cartões de crédito, um aumento de 89% em relação ao ano anterior no mesmo trimestre.
Uma pesquisa realizada pela empresa de pesquisa online QuestionPro revelou que 58% dos espectadores da The Eras Tour tinham entre 35 e 64 anos, 37% estavam na faixa etária de 18 a 34 anos, e menos de 5% eram menores de 18 anos. A avaliação econômica da turnê foi estimada em US$ 5 bilhões, superando o PIB de 50 países. QuestionPro posteriormente revisou a estimativa para US$ 6,3 bilhões apenas nos EUA e no Canadá. Outras agências econômicas projetaram um impacto global de até US$ 80 bilhões. De acordo com o Insider, uma equipe de marketing de um estúdio de cinema descobriu que os espectadores da The Eras Tour gastaram em média US$ 300 por concerto. A revista Fortune relatou que os fãs gastaram em média US$ 1.3 mil em ingressos, viagens e roupas para participar da turnê, sugerindo que a The Eras Tour poderia gerar US$ 4,6 bilhões em gastos do consumidor nos EUA e, assim, "salvar" o país da recessão.
A MarketWatch destacou Swift como uma das figuras mais influentes no mercado de ações, afirmando que o "consumo vigoroso gerado pela The Eras Tour ajudou os EUA a evitar uma recessão de verão amplamente prevista." Opinões semelhantes foram expressas internacionalmente. O colunista de negócios do The Guardian, Greg Jericho, sugeriu que a The Eras Tour também poderia proteger a Austrália de uma recessão. A jornalista Swati Pandey mencionou que, com o aumento dos riscos de recessão na Austrália e as agressivas elevações das taxas de juros pelo Reserve Bank, "um fator inesperado poderia impulsionar a economia justamente quando está sob máxima pressão: Taylor Swift". A governadora do Reserve Bank, Michele Bullock, confirmou que o "efeito inflação Taylor Swift provocou alguns ajustes nos gastos," mas que isso não levaria a uma inflação prejudicial. Tony Keller, do The Globe and Mail, afirmou que Swift poderia ser a solução para os problemas da economia canadense. No Reino Unido, economistas projetaram um impacto macroeconômico mínimo da turnê, mas indicaram que a "Swiftflation" afetará a indústria hoteleira. O Banco da Inglaterra enfrentou um "dilema" sobre a redução das taxas de juros para agosto de 2024, após a inflação se manter estável em 2%, quando os economistas esperavam uma queda para 1,9%.
Maria Psyllou, professora de economia na Universidade de Birmingham, qualificou a The Eras Tour como um "ambiente econômico complexo". Ela destacou que a disposição dos consumidores em gastar na turnê, mesmo com a desaceleração econômica global, ilustra o efeito econômico "gotejamento", onde o gasto de indivíduos de alta renda beneficia setores mais baixos da sociedade, estimulando o crescimento econômico e criando oportunidades para uma variedade de empresas. Psyllou afirmou que a The Eras Tour evidencia "a disposição do público em investir em experiências que sentiram falta — como viagens, entretenimento e lazer — durante a pandemia" e serve como "um testemunho da poderosa interação entre cultura, economia e comportamento humano". Anne Steele e Sarah Krouse, do The Wall Street Journal, consideraram a The Eras Tour um exemplo do "efeito multiplicador feminino", demonstrando como o entretenimento voltado para mulheres pode impactar positivamente a economia. Baharudin, por sua vez, caracterizou a Swiftonomics como um efeito bola de neve econômico.